# Эстенсен, Эстен
Эстен Эстенсен (норв. Østen Østensen, 12 августа 1878 — 22 декабря 1939) — норвежский стрелок, призёр Олимпийских игр.
Родился в Драммене. В 1912 году на Олимпийских играх в Стокгольме он стал обладателем командной серебряной медали в стрельбе из произвольной винтовки с трёх положений, а в личном первенстве стал 23-м. В 1920 году на Олимпийских играх в Антверпене он завоевал командные серебряные медали в стрельбе из произвольной винтовки с трёх положений и в стрельбе из армейской винтовки лёжа с 300 и 600 м, а также бронзовые медали в личном первенстве в стрельбе из произвольной винтовки с трёх положений и в командном первенстве в стрельбе из малокалиберной винтовки стоя с 50 м; также он принял участие в соревнованиях по стрельбе из армейской винтовки лёжа с 300 м, стрельбе из армейской винтовки лёжа с 600 м, и стрельбе из армейской винтовки стоя с 300 м, но не завоевал медалей в этих дисциплинах.